# 지리산고등학교
지리산고등학교(智異山高等學校)는 대한민국 경상남도 산청군 단성면 호리에 위치한 사립 고등학교이다.

## 학교 연혁
- 2003년 4월 21일 : 학교법인 학림학원 인가
- 2003년 10월 31일 : 지리산고등학교 설립인가
- 2004년 3월 1일 : 초대 고창효 교장 취임
- 2004년 3월 4일 : 지리산고등학교 제1회 입학식
- 2007년 2월 10일 : 지리산고등학교 제1회 졸업식
- 2019년 3월 5일 : 지리산고등학교 제16회 입학식
- 2023년 2월 9일 : 지리산고등학교 제17회 졸업식
- 2023년 3월 1일 : 제4대 이승일 교장 취임

## 참고 자료
- 지리산고등학교 - 한국교육학술정보원 학교알리미